# Claude Dubé
Claude Dubé est un professeur et urbaniste de l'Université Laval né à Le Moyne en 1944.
Claude Dubé a été à l'origine de la création de L’École internationale d’été de Percé. Il a aussi été à l'origine de l'établissement de l’École d’architecture au sein du Vieux-Québec et de l’École d’art et l’École de design au cœur du quartier Saint-Roch à Québec.

## Honneurs
- 2020 - Prix Gérard-Morisset[1]
- 2017 - Professeur émérite de l'Université Laval[3]
- 2011 - Membre émérite de l’Ordre des urbanistes du Québec[4]
- Prix Hans-Blumenfeld de l’Ordre des urbanistes du Québec[5]